# Canonici regolari di Santa Genoveffa

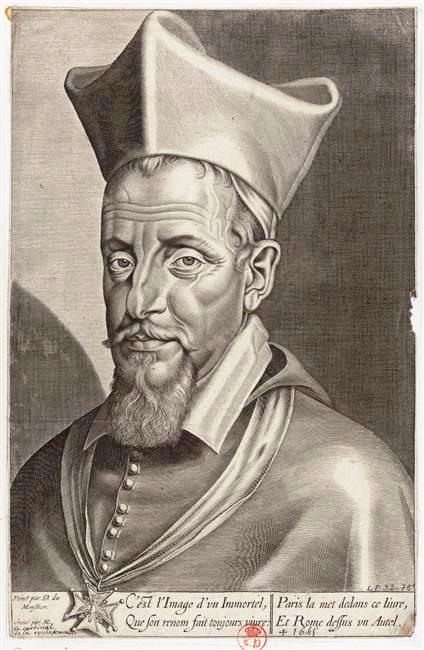
François de La Rochefoucauld, promotore della congregazione, in un'incisione del XVII secolo

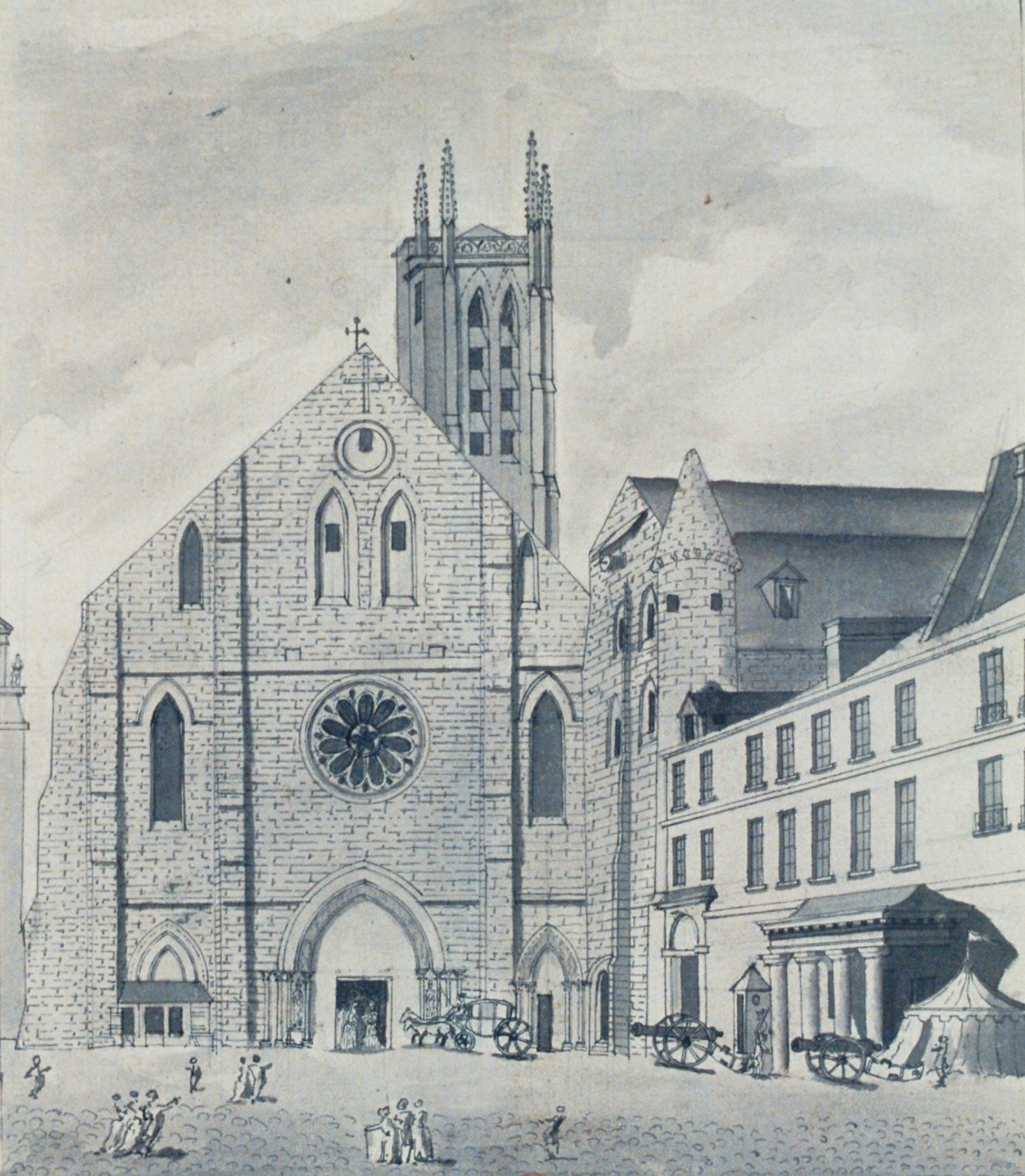
La chiesa dell'abbazia di Santa Genoveffa in un'incisione del XVIII secolo

I canonici regolari della Congregazione di Francia, o di Santa Genoveffa, detti comunemente genoveffani, sono un'antica congregazione di chierici sotto la regola di sant'Agostino.

## Origini
Nel corso del Medioevo, sorsero in Francia numerosi monasteri di canonici regolari, spesso riuniti in congregazioni come quella di San Vittore, ma i disordini causati dallo scisma d'Occidente e dalle guerre dei cent'anni e di religione fecero molto decadere l'osservanza regolare in queste comunità.
Al fine di ristabilire la regolarità nell'ordine, Luigi XIII promosse l'unione dei capitoli di canonici regolari in una congregazione facente capo all'abbazia parigina di Santa Genoveffa, il cui prestigio derivava dal fatto di conservare le spoglie di Clodoveo e della santa patrona della capitale francese.
Nel 1619 il re fece nominare abate di Santa Genoveffa il cardinale François de La Rochefoucauld, che da vescovo di Senlis aveva promosso la riforma dell'abbazia canonicale di San Vincenzo; nella sua opera di riforma, La Rochefoucald ottenne anche il sostegno di papa Gregorio XV, che nel 1622 lo incaricò formalmente della riforma degli ordini canonicali e monastici in Francia.
Il cardinale riformò Santa Genoveffa secondo il modello di San Vincenzo a Senlis, migliorando l'osservanza della clausura e della povertà. Santa Genoveffa divenne nucleo di una congregazione alla quale si affiliarono un centinaio tra abbazie, priorati e prepositure: vi aderirono le ultime comunità di canonici regolari di Val-des-Écoliers, ma non riuscì a inglobare i monasteri vittorini, quelli aquitani facenti capo a Chancelade e quelli normanni della riforma di Bourg-Achard.

## Organizzazione
La congregazione era divisa in province (nel 1667 erano quattro: "France", "Bretagne", "Champagne" e "Bourgogne"): ogni tre anni venivano celebrati capitoli provinciali ai quali prendevano parte il superiore e un rappresentante di ciascuna comunità e ogni capitolo provinciale inviava cinque delegati al capitolo generale, che si celebrava in Santa Genoveffa; il capitolo generale eleggeva, con mandato triennale, il superiore generale della congregazione, che portava anche il titolo di abate di Santa Genoveffa; il capitolo generale eleggeva anche i superiori delle singole comunità e dei visitatori. Gli aspiranti religiosi venivano formati in noviziati e case di studio erette in ciascuna provincia.
I genoveffani adottarono un abito bianco con mantello nero.

## Dissoluzione
La commissione dei regolari, incaricata di sopprimere gli ordini in decadenza e di sopprimere le piccole case religiose, dopo il 1769 ridusse di un quarto il numero delle comunità genoveffane; il numero dei canonici, all'epoca, era di poco superiore a 600.
La Rivoluzione portò al dissolvimento della congregazione: l'abbazia di Santa Genoveffa fu trasformata in Pantheon delle glorie nazionali e due canonici perirono nei massacri di settembre. In seguito, non ci fu alcun tentativo di restaurazione.